# Église d'Haapajärvi
Pour l'église à Kirkkonummi, voir église d'Haapajärvi (Kirkkonummi).
L'église d'Haapajärvi (en finnois : Haapajärven kirkko) est une église luthérienne située à Haapajärvi en Finlande,,.

## Description
L'édifice en bois est construit en 1802 par Fr. Engeström suivant les plans de Matti Pietilä.
Son aspect actuel est conçu en 1880 par Frans Wilhelm Lüchow, c'est alors qu'on édifie la tour au-dessus du chœur.
Le clocher bâti en 1813 a deux cloches datant de 1761 et de 1843.
L'église peut accueillir 700 personnes.
Son orgue à 30-jeux en service depuis 2002 est de la fabrique Christensen & Sønner.
Le retable représentant la Transfiguration est peint par Adolf von Becker en 1886.
La direction des musées de Finlande a classé l'église et son paysage culturel dans les sites culturels construits d'intérêt national.